# 'n Vriend (single)
 'n Vriend (ook wel een vriend) is een smartlap van André Hazes uitgebracht in de herfst van 1980.
Het lied gaat over een (figuurlijke) grote vriend van de zanger. De zanger had in het verleden alles over voor deze vriend, de vriend beloonde dat uiteindelijk met het naar bed gaan met de vriendin van de zanger. Dit heeft tot gevolg dat de vriendin met de vriend gaat samenwonen. De zanger zong over het verraad. Nog vlak voor de opnamen bestaat de tekst van het lied alleen uit een kladpapiertje met tal van taalfouten.
Het was Hazes' vierde succesvolle single. Na De vlieger uit 1977 viel er een kleine stilte in de zangcarrière. Deze had deels te maken van de overstap van Hazes van Philips Records naar EMI Nederland. De stilte werd met 'n Vriend opgeheven; het bleek de voorloper van een hele rij singles die in de Nederlandse Top 40 terechtkwamen. De laatste hit van Hazes volgde in 2000. B-kant was ’n Ander.
'n Vriend was de opener van het gelijknamige album. Als voorloper op dat album is het lied in Oosterhout (volgens Hazes) of de Valley Sound Studio in Roosendaal (Voskuil en Hiddema) opgenomen. Tim Griek (ex Ekseption) was de producer, John van de Ven verzorgde de arrangementen en speelde piano. Andere aanwezigen waren Jacques Verburgt (net als Van de Ven huismuzikant van Valley Sound) op gitaar en basgitaar, die een geheel eigen klank meebrengt en drummer Adri Voorheijen. Opvallend is dat de studio in Roosendaal van Jack Jersey is.

## Hitnotering
| "'n Vriend" in de Nederlandse Top 40 binnen 27-09-1980 | "'n Vriend" in de Nederlandse Top 40 binnen 27-09-1980 | "'n Vriend" in de Nederlandse Top 40 binnen 27-09-1980 | "'n Vriend" in de Nederlandse Top 40 binnen 27-09-1980 | "'n Vriend" in de Nederlandse Top 40 binnen 27-09-1980 | "'n Vriend" in de Nederlandse Top 40 binnen 27-09-1980 | "'n Vriend" in de Nederlandse Top 40 binnen 27-09-1980 | "'n Vriend" in de Nederlandse Top 40 binnen 27-09-1980 |
| Week                                                   | 1                                                      | 2                                                      | 3                                                      | 4                                                      | 5                                                      | 6                                                      |                                                        |
| ------------------------------------------------------ | ------------------------------------------------------ | ------------------------------------------------------ | ------------------------------------------------------ | ------------------------------------------------------ | ------------------------------------------------------ | ------------------------------------------------------ | ------------------------------------------------------ |
| Nummer                                                 | 33                                                     | 25                                                     | 22                                                     | 21                                                     | 23                                                     | 35                                                     | uit                                                    |

| "'n Vriend" in de Nederlandse Single Top 100 binnen: 04-10-1980 | "'n Vriend" in de Nederlandse Single Top 100 binnen: 04-10-1980 | "'n Vriend" in de Nederlandse Single Top 100 binnen: 04-10-1980 | "'n Vriend" in de Nederlandse Single Top 100 binnen: 04-10-1980 | "'n Vriend" in de Nederlandse Single Top 100 binnen: 04-10-1980 | "'n Vriend" in de Nederlandse Single Top 100 binnen: 04-10-1980 | "'n Vriend" in de Nederlandse Single Top 100 binnen: 04-10-1980 |
| Week                                                            | 1                                                               | 2                                                               | 3                                                               | 4                                                               | 5                                                               |                                                                 |
| --------------------------------------------------------------- | --------------------------------------------------------------- | --------------------------------------------------------------- | --------------------------------------------------------------- | --------------------------------------------------------------- | --------------------------------------------------------------- | --------------------------------------------------------------- |
| Nummer                                                          | 39                                                              | 17                                                              | 26                                                              | 24                                                              | 27                                                              | uit                                                             |

### NPO Radio 2 Top 2000
| Nummer met noteringen in de NPO Radio 2 Top 2000 | '99  | '00 | '01  | '02 | '03  | '04 | '05  | '06  | '07  | '08  | '09 | '10  | '11  | '12 | '13  | '14  | '15 | '16  | '17  | '18  | '19  | '20  | '21  | '22  | '23  | '24  |
| ------------------------------------------------ | ---- | --- | ---- | --- | ---- | --- | ---- | ---- | ---- | ---- | --- | ---- | ---- | --- | ---- | ---- | --- | ---- | ---- | ---- | ---- | ---- | ---- | ---- | ---- | ---- |
| 'n Vriend                                        | 1160 | -   | 1062 | -   | 1106 | 879 | 1150 | 1661 | 1125 | 1249 | -   | 1903 | 1935 | 848 | 1637 | 1850 | -   | 1948 | 1804 | 1443 | 1429 | 1417 | 1291 | 1498 | 1520 | 1418 |

1. ↑  Een '-' betekent dat het nummer niet was genoteerd en een vetgedrukt getal geeft de hoogste notering aan.